# Polypore écailleux
 (avril 2023).
Si vous disposez d'ouvrages ou d'articles de référence ou si vous connaissez des sites web de qualité traitant du thème abordé ici, merci de compléter l'article en donnant les références utiles à sa vérifiabilité et en les liant à la section « Notes et références ».
Polyporus squamosus, Cerioporus squamosus
Espèce
Le Polypore écailleux (Polyporus squamosus, syn. Cerioporus squamosus) est une espèce de champignons basidiomycètes lignicoles de la famille des Polyporacées.

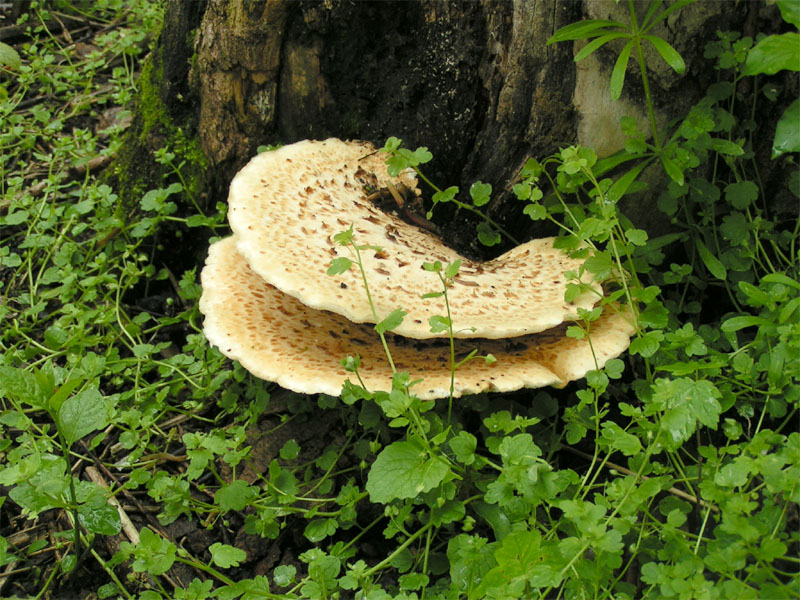
Une forme en demi-lune, en plateau horizontal, éventuellement en plateaux superposés est la plus commune, comme chez les autres polypores.

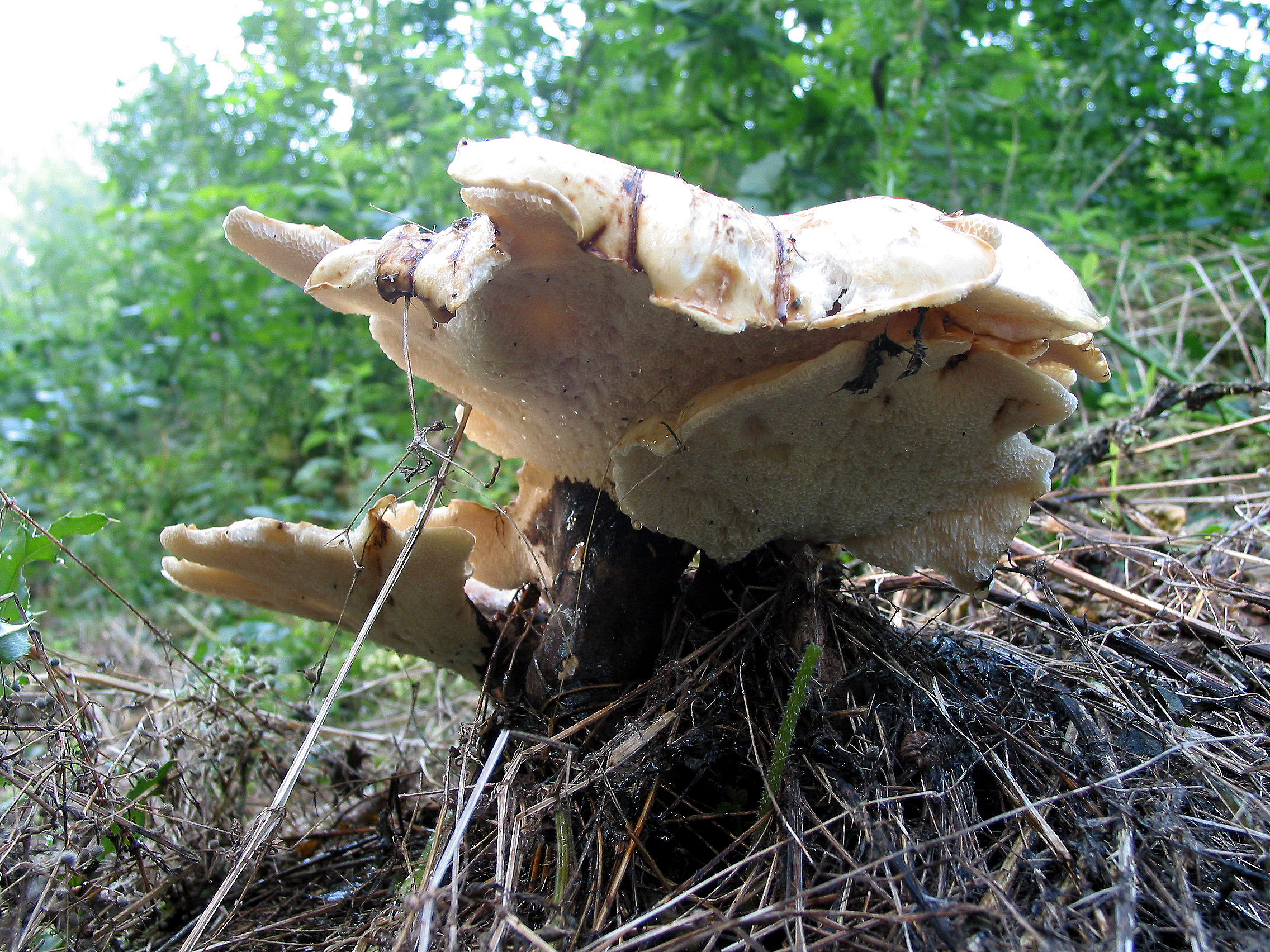
Le Polypore écailleux (Polyporus squamosus) peut aussi croître au niveau du sol.

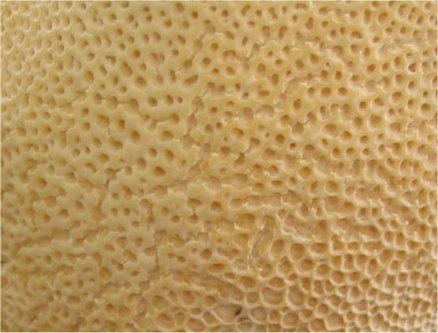
Comme son nom de « polypore » le rappelle, l'hyménium de cette espèce est constitué de pores.

## Caractéristiques
Les polypores sont des champignons à tubes, très communs sur les bois-morts et arbres sénescents (Ils peuvent à la fois être parasite et saprophyte ; dans ce dernier cas, ils profitent de faiblesses d’un grand nombre de feuillus âgés ou manquant de lumière, plus rarement des conifères.
Ils sont particulièrement nombreux et gros dans les forêts anciennes (ou "à caractère naturel"), où des groupes de champignons pesant plusieurs kilos peuvent - sous leur propre poids - se détacher et tomber au sol où ils constituent alors une nouvelle source de nourriture pour des espèces mycophages du sol et de la strate herbacée.

## Description
Le Polypore écailleux est un champignon de couleur jaune brun, parsemé de rangées concentriques de petites écailles brun foncé, qui a une forme circulaire pouvant prendre parfois l’aspect d’un rein aplani et qui en grandissant ressemble alors à un bel éventail (5-60 cm).
Il a une chair épaisse, élastique et coriace de couleur blanche répandant une forte odeur de farine.
Il pousse toute l’année (vivace) surtout sur les troncs des arbres fruitiers, des chênes, des frênes, des hêtres, des lilas et des peupliers mais plus rarement sur les sapins. Il parasite tous ces arbres et les fait lentement périr. Il ressemble beaucoup au Sarcodom imbricatus sauf que ce dernier pousse à même le sol.

## Écologie
Le Polypore écailleux est un agent de la pourriture fibreuse décomposant le bois de l'arbre infesté, dont la larve du coléoptère Mycétophage du Peuplier se nourrit spécifiquement.

## Utilisation
C'est un assez bon champignon  comestible qui doit être consommé jeune, plus tard il devient dur et peut alors causer des troubles digestifs.
Il est excellent cuit et conservé dans le vinaigre, peut être séché et réduit en poudre comme condiment.

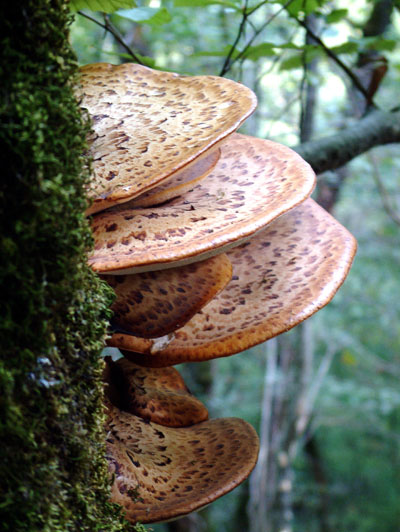
Polypores écailleux sur le côté d'un arbre.
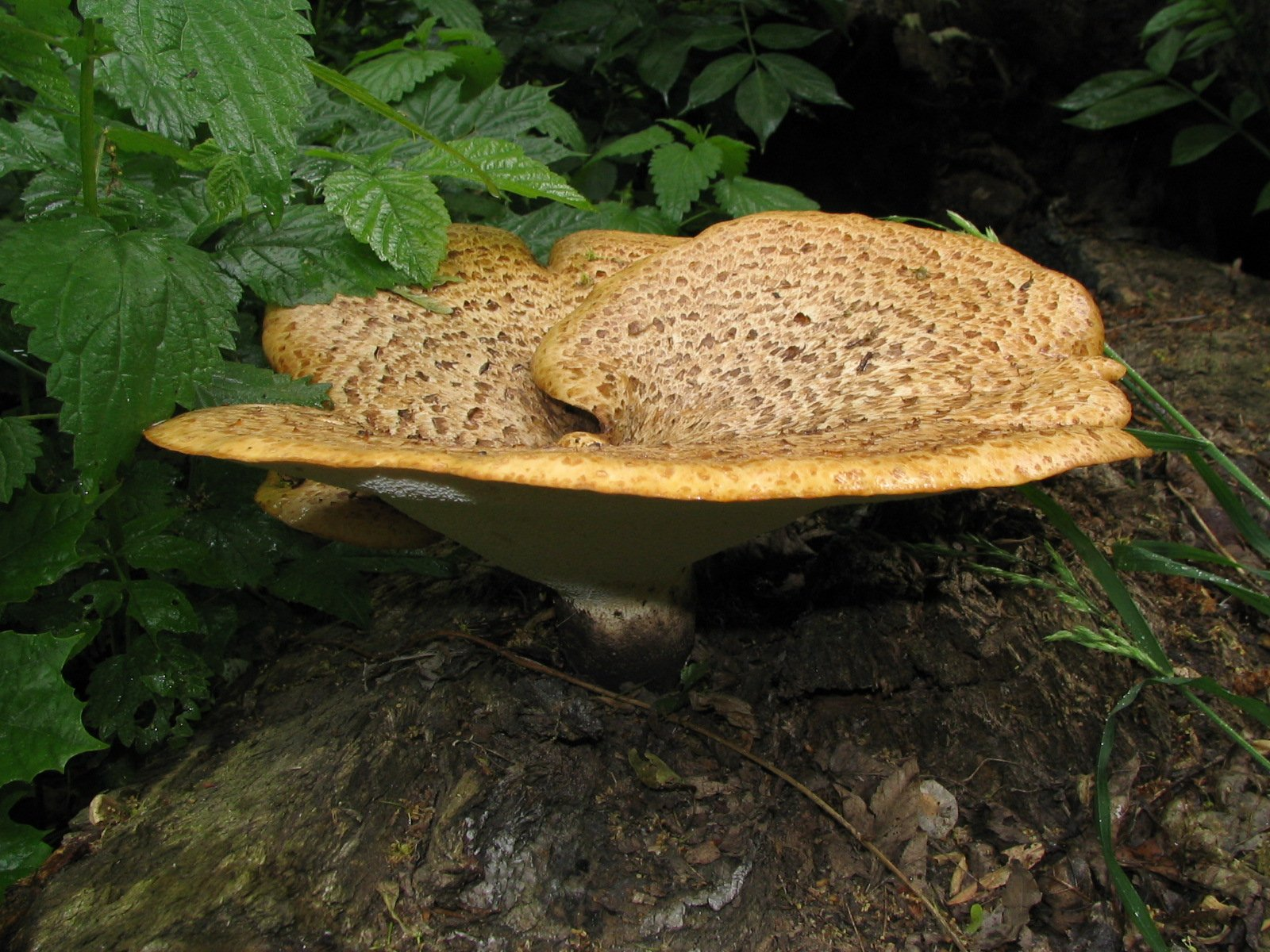
Polypores écailleux (Polyporus squamosus).
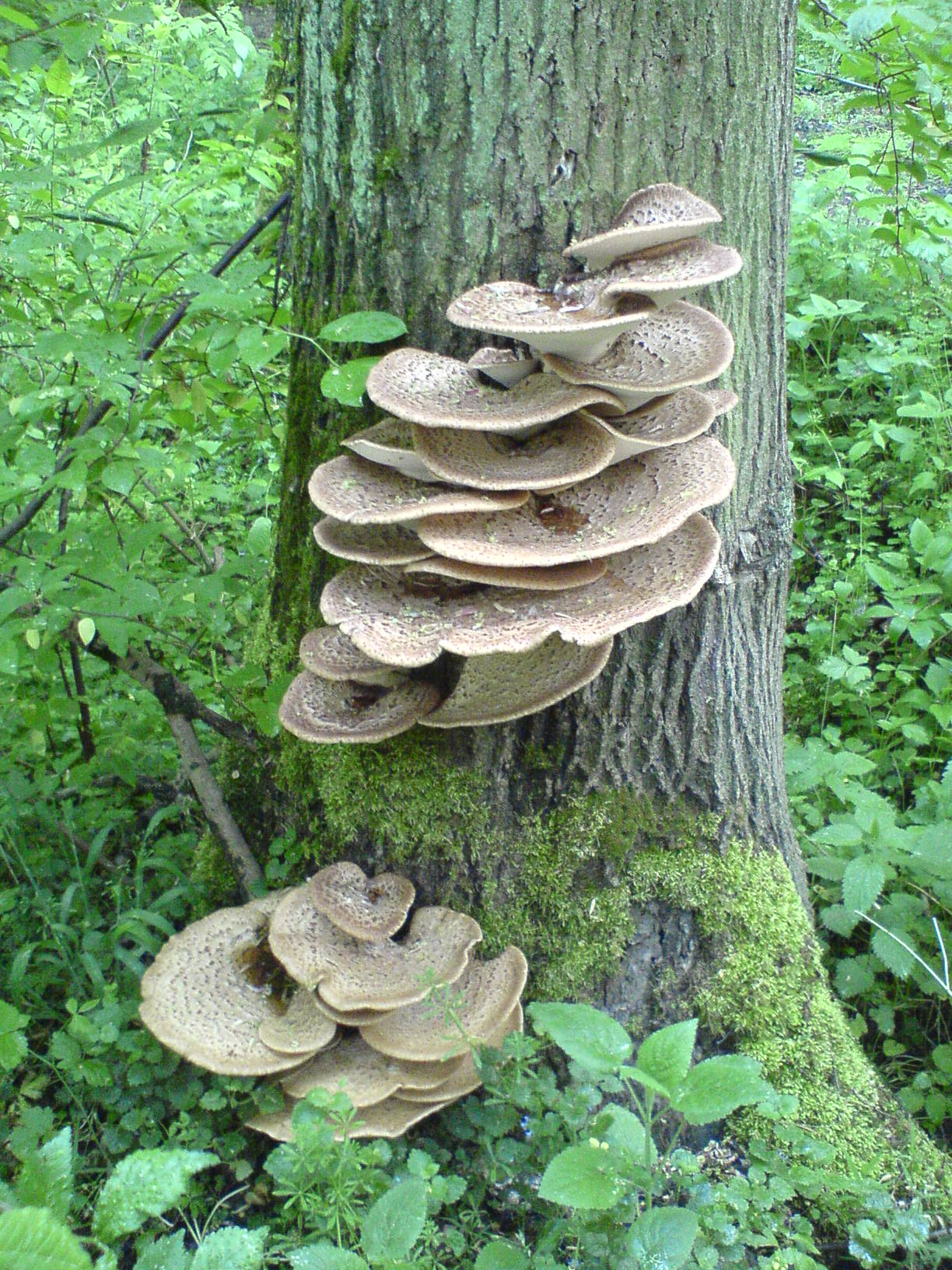
Polypores écailleux (Polyporus squamosus).
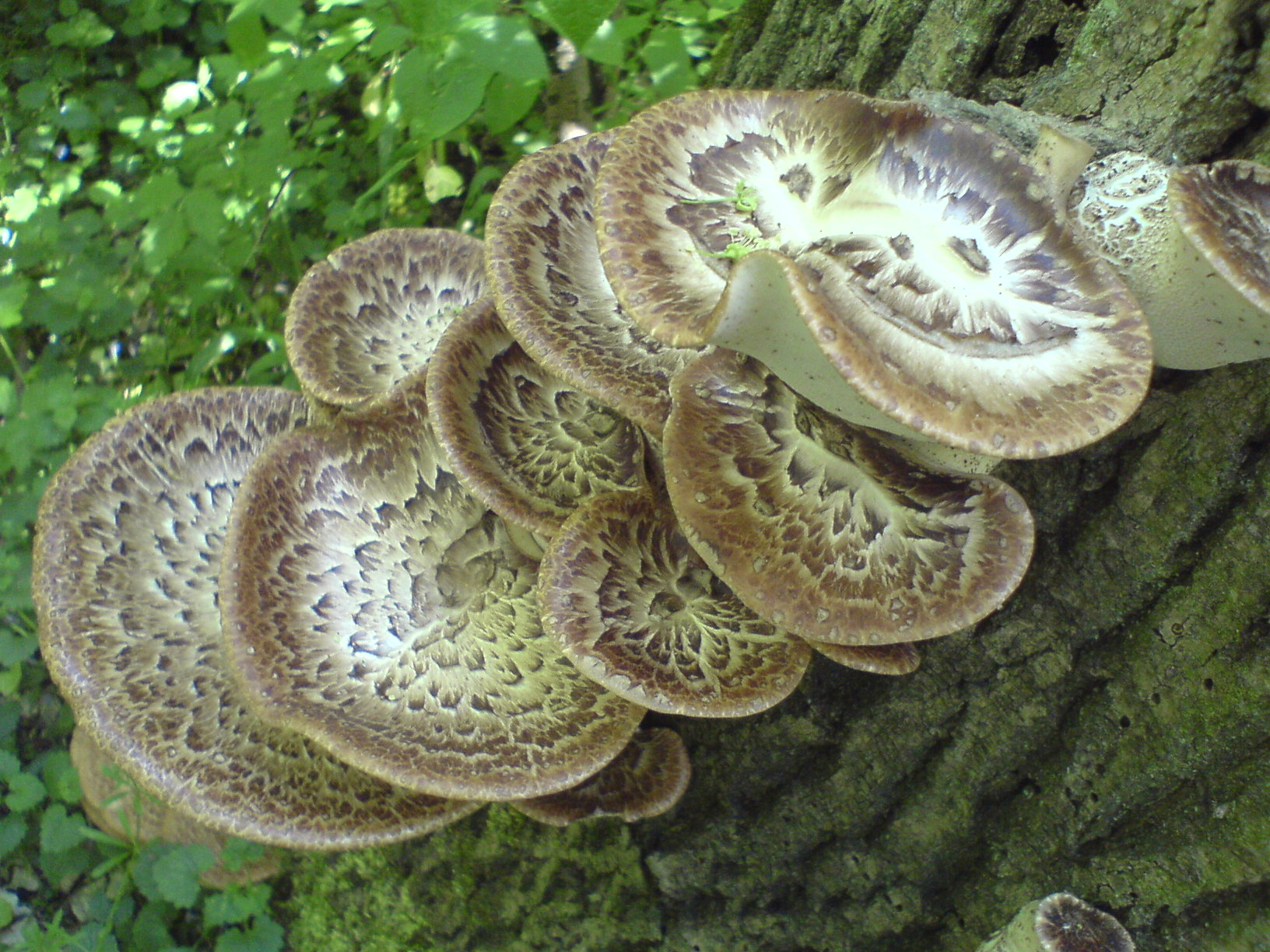
Polypores écailleux (Polyporus squamosus).
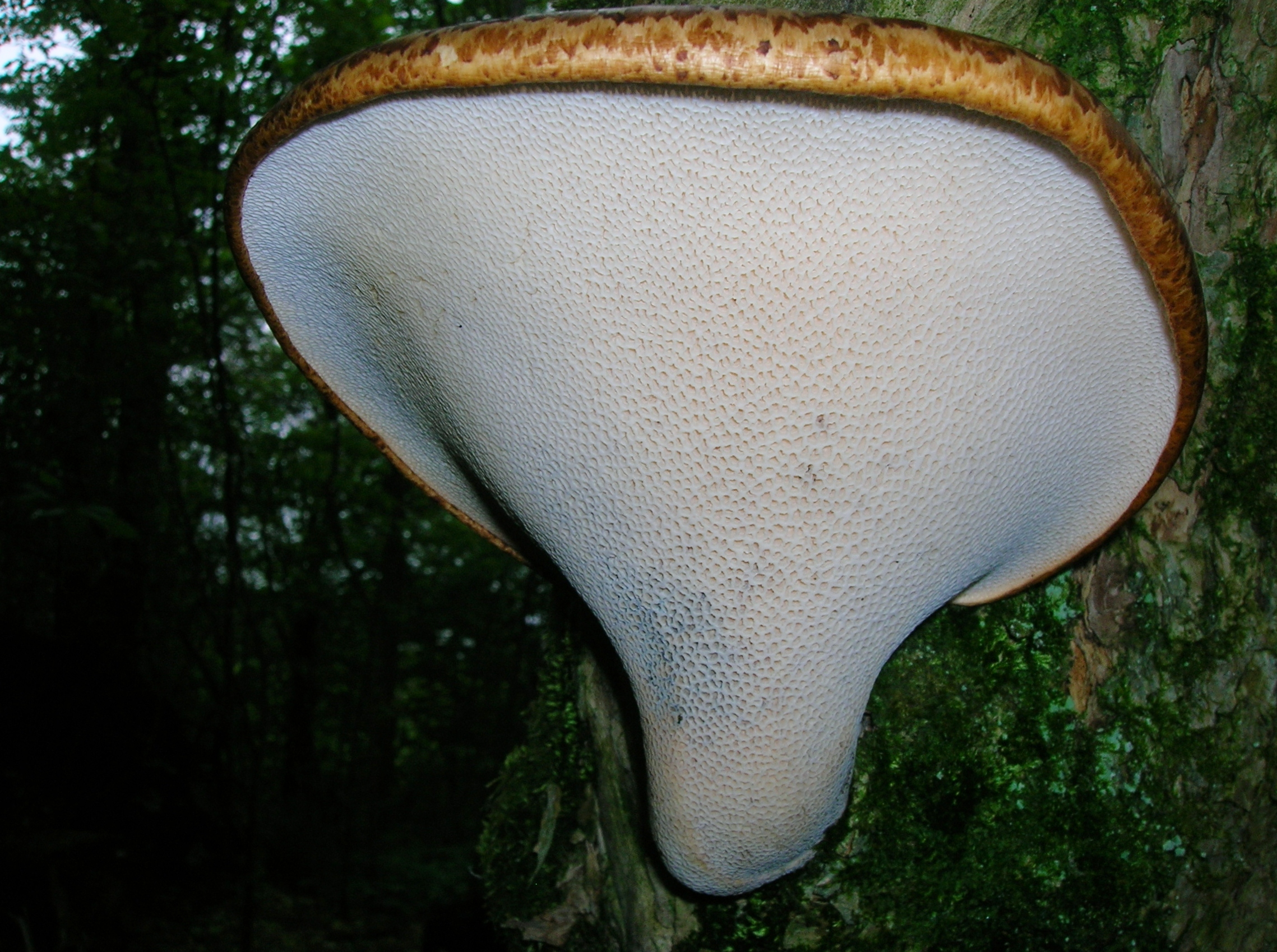
Vue sur les pores d'un polypore écailleux accroché à un sureau (Sambucus nigra) en Écosse.
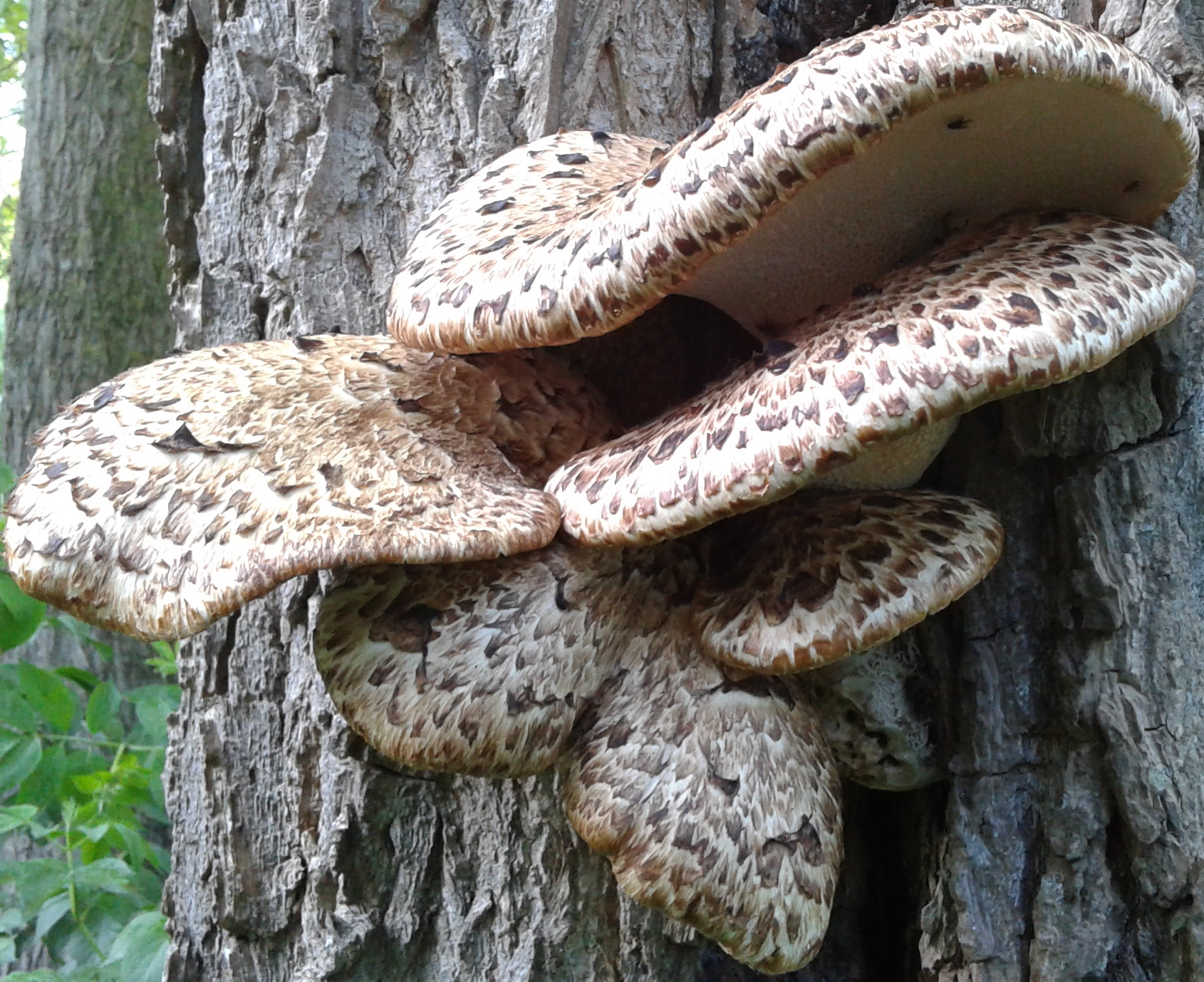
Polypore écailleux (Polyporus squamosus) sur le tronc crevassé d'un peuplier hybride lieux.
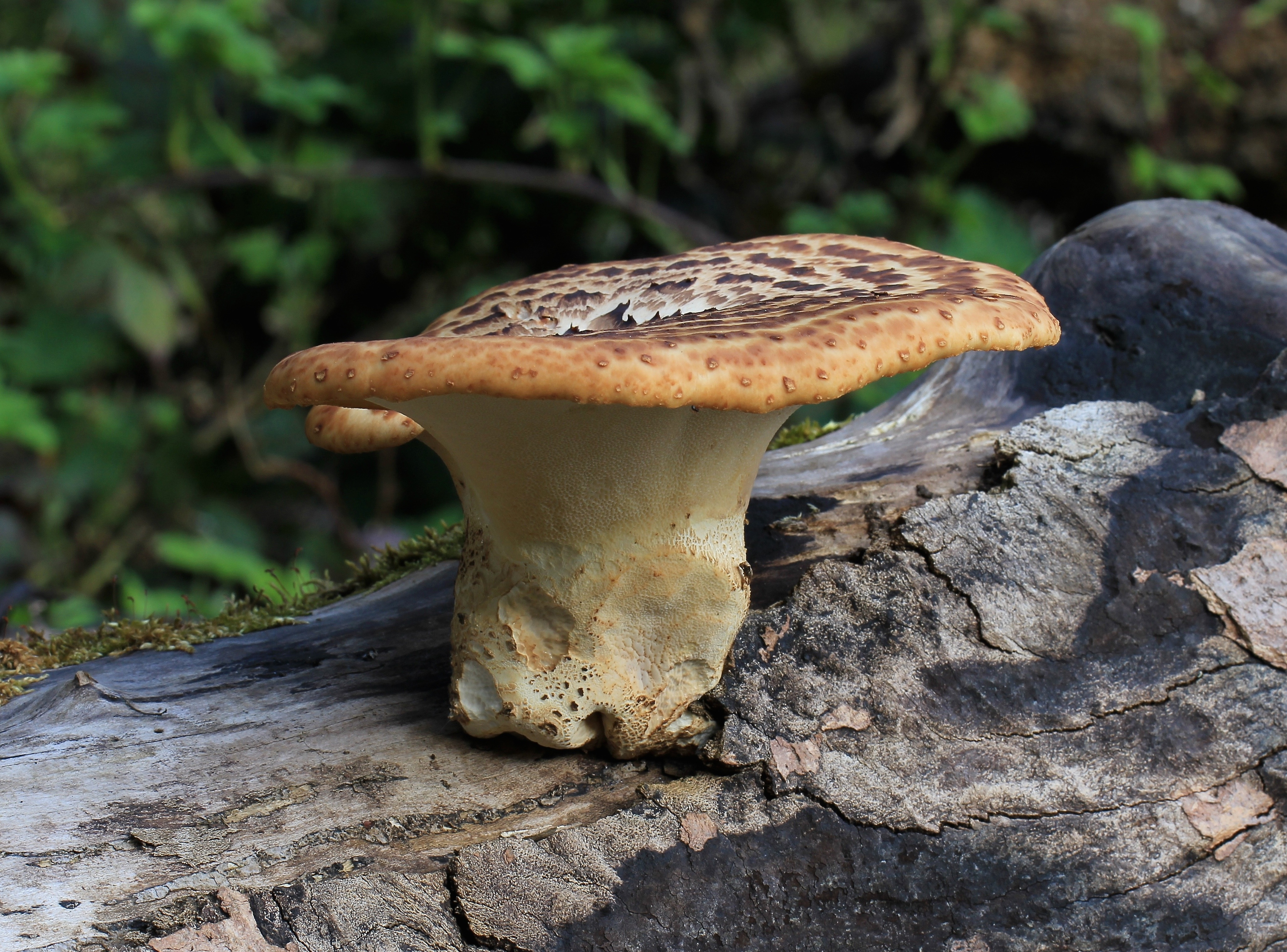
Polypore écailleux dans le borough londonien d'Enfield.